# Cryptotis peregrina
Cryptotis peregrina е вид бозайник от семейство Земеровкови (Soricidae).

## Разпространение
Видът е разпространен в Мексико (Оахака).